# Valdunciel (kommunhuvudort)
Valdunciel är en kommunhuvudort i Spanien. Den ligger i provinsen Provincia de Salamanca och regionen Kastilien och Leon, i den centrala delen av landet, 180 km väster om huvudstaden Madrid. Valdunciel ligger 806 meter över havet och antalet invånare är 102.
Terrängen runt Valdunciel är platt. Runt Valdunciel är det ganska glesbefolkat, med 23 invånare per kvadratkilometer. Närmaste större samhälle är Salamanca, 13,0 km söder om Valdunciel. Trakten runt Valdunciel består till största delen av jordbruksmark.